# Grzegorz Lato
Grzegorz Bolesław Lato (uitspraak: [ˈgʐɛgɔʐ ˈlatɔ]) (Malbork, 8 april 1950) is een voormalig Poolse voetballer. Lato heeft 100 interlands met Polen op zijn naam staan, waarvan vier officieuze duels. Hiermee was hij tot 2010 recordhouder, tot Michal Zewlakow hem evenaarde en zijn record verbeterde.
De beste prestaties van Lato zijn het winnen van de gouden medaille op de Olympische Spelen van 1972 in München en twee keer een derde plaats op het wereldkampioenschap voetbal van 1974 en 1982. Zelf won hij in 1974 de Gouden Schoen.

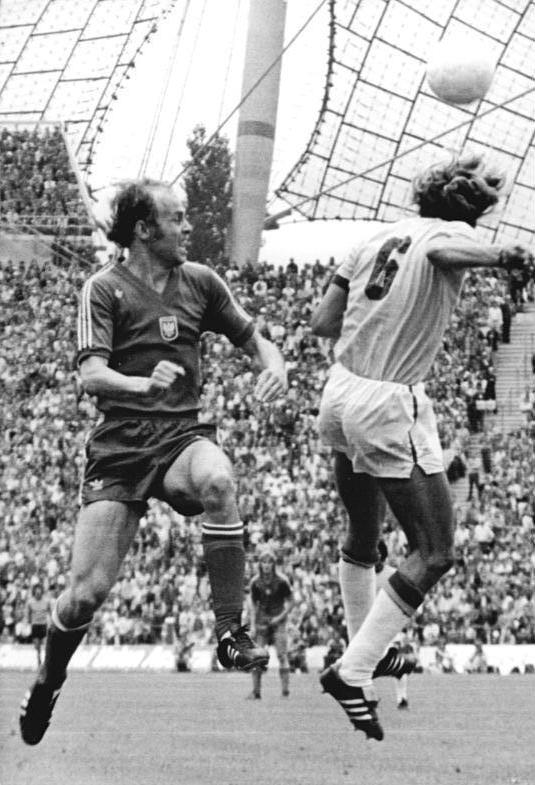
Polen - Brazilië, WK 1974, Grzegorz Lato (links) im kopbalduel met Francisco Marinho (rechts)

## Loopbaan als speler
- 1962-1980: Stal Mielec ( Polen) (295 wedstrijden, 112 doelpunten)
- 1980-1982: KSC Lokeren ( België) (64 wedstrijden, 12 doelpunten)
- 1982-1984: CD Atlante Mexico-Stad ( Mexico)
- 1984-1991: Polonia Hamilton ( Canada) (amateur)

## Loopbaan als trainer
- 1988-1990: North York Rockets Toronto ( Canada)
- 1991-1993: Stal Mielec ( Polen)
- 1993-1995: Olimpia Poznań ( Polen)
- 1995-1996: Amica Wronki ( Polen)
- 1996-1997: Stal Mielec ( Polen)
- 1999-1999: Widzew Łódź ( Polen)

## Loopbaan als politicus
Van 2001 tot en met 2005 was Grzegorz Lato senator in Polen voor de linkse partij Sojusz Lewicy Demokratycznej.

## Erelijst
- Pools landskampioenschap met Stal Mielec in 1973 en 1976
- Winnaar gouden medaille Olympische Spelen met Polen in 1972
- Winnaar zilveren medaille Olympische Spelen met Polen in 1976

Persoonlijke prijzen:
- Winnaar Gouden Schoen op het wereldkampioenschap 1974 met 7 doelpunten
- Topscorer van Polen in 1973 en 1975
- Pools voetballer van het jaar in 1977 en 1981